# Borsuki (Ukraina)
Borsuki (ukr.  Борсуки, Borsuky) – wieś na Ukrainie w rejonie krzemienieckim obwodu tarnopolskiego, na południowym brzegu rzeki Horyń.

## Historia
Wieś lokowana była w roku 1463. Do roku 1795 znajdowało się w granicach Rzeczypospolitej w województwie wołyńskim.
W okresie zaborów Polski znajdowała się w gminie Borsuki powiatu krzemienieckiego guberni wołyńskiej Imperium Rosyjskiego, częścią wsi była wólka Zabłocie.
W latach 1921–1945 wieś znajdowała się w II Rzeczypospolitej w powiecie krzemienieckim w województwie wołyńskim. Do 1933 roku miejscowość była siedzibą gminy Borsuki.

## Zabytki
- cerkiew z 1886 r. znajduje się na skraju wsi
- Pałac w Borsukach – własność rodu Rzewuskich. znajdował się we wsi do 1944 r.

## Urodzeni
- Pawło Szandruk – urodził się w Borsukach, generał porucznik Armii Ukraińskiej Republiki Ludowej.